# If I Wasn’t Your Daughter
If I Wasn’t Your Daughter ist ein Lied der deutschen Sängerin Lena Meyer-Landrut. Es wurde von ihr in Zusammenarbeit mit Vincent Stein, Nico Wellenbrink, Jamie Hartman und Konstantin Scherer geschrieben. Die Ballade erschien am 6. Juni 2017 als Download-Single zeitgleich mit der Fernsehpremiere in der vierten Staffel von Sing meinen Song – Das Tauschkonzert. Ursprünglich war eine Veröffentlichung im Jahr 2017 auf einem Album mit dem Titel Gemini geplant. Da Meyer-Landrut die Arbeiten an diesem Album jedoch im Herbst 2017 einstellte, kam das Lied als Bonustrack auf das neubetitelte Album Only Love, L, das am 5. April 2019 veröffentlicht wurde.

## Hintergrund
In dem Lied geht es um Meyer-Landruts Beziehung zu ihrem Vater Ladislas von Karatsony, dem Sohn von Andreas Meyer-Landrut, der die Familie verließ, als Lena zwei Jahre alt war. Kurz vor dem Eurovision Song Contest 2010 gab Lenas Vater der deutschen Boulevardzeitung Bild ein Interview, in dem er erklärte, dass er zwar noch nicht mit ihr in Kontakt treten würde, dass jedoch immer „ein Platz frei an seinem Tisch“ sei.

## Musikvideo
Ein begleitendes Musikvideo zu If I Wasn’t Your Daughter wurde von Vi-Dan Tran gedreht und geschnitten. Es war seine fünfte Zusammenarbeit mit Meyer-Landrut nach seinen Arbeiten zu Catapult, Home, Wild & Free und Beat to My Melody. Das Video entstand nach einer Idee von Meyer-Landrut und ihrem Stylisten Philipp Koch-Verheyen und wurde nachts in Berlin-Mitte gedreht, darunter auch an Orten wie dem Potsdamer Platz.

## Mitwirkende
- Songwriting: Lena Meyer-Landrut, Jamie Hartman, Nico Wellenbrink, Konstantin Scherer, Vincent Stein
- Produktion: Djorkaeff, Beatzarre
- Gesang: Lena
- Klavier: Nico Santos
- Gitarre: Jamie Hartman
- Abmischung: Beatzarre
- Mastering: Dirk Henning Niemeier

Quelle:

## Kritik
Das ESC-Portal ESCXTRA schrieb:

„Der Song ist sehr kraftvoll und wird wahrscheinlich jeden treffen, der keine starke Beziehung zu seinem Vater hatte, aus welchem Grund auch immer.“

## Chartplatzierungen
If I Wasn’t Your Daughter stieg in der ersten Woche auf Platz 42 der deutschen Singlecharts ein. In der zweiten Wochen stieg das Lied auf Platz 35, anschließend fiel die Single auf Platz 73. Nach einer vierten Woche auf Platz 93 verließ das Lied die deutschen Top 100. In Österreich erreichte das Lied Platz 54 der Charts und blieb dort für zwei Wochen. In der Schweiz erreichte es Platz 31 und verblieb dort für drei Wochen.
| ChartsChartplatzierungen | Höchstplatzierung | Wochen |
| ------------------------ | ----------------- | ------ |
| Deutschland (GfK)        | 35 (4 Wo.)        | 4      |
| Österreich (Ö3)          | 54 (2 Wo.)        | 2      |
| Schweiz (IFPI)           | 31 (3 Wo.)        | 3      |